# Nogometni Klub Aluminij
Il Nogometni Klub Aluminij, abbreviato in NK Aluminij, è una società calcistica slovena con sede nella città di Kidričevo. Milita nella Druga slovenska nogometna liga, la seconda serie del campionato nazionale dopo essere retrocessa alla fine della stagione 2023-2024.
Fondata nel 1946, nel 2010-2011 vinse il campionato di seconda serie, ma rinunciò alla promozione per ragioni finanziarie. Rivinse il torneo nel 2011-2012, venendo promossa nella Prva slovenska nogometna liga. Retrocesse dalla massima serie dopo una sola stagione, nel 2012-2013. Tornò nel massimo campionato sloveno nella stagione 2015-2016. Una nuova retrocessione avvenne alla fine della stagione 2021-2022. Per due volte la squadra è stata finalista della Coppa di Slovenia.

## Palmarès

### Competizioni nazionali
- Slovenska republiška nogometna liga: 1

1965-1966
- Druga slovenska nogometna liga: 3

2010-2011, 2011-2012, 2015-2016

### Altri piazzamenti
- Coppa di Slovenia:

Finalista: 2001-2002, 2017-2018
Semifinalista: 2012-2013, 2018-2019, 2019-2020, 2022-2023
- Druga slovenska nogometna liga:

Secondo posto: 2008-2009, 2014-2015, 2015-2016
Terzo posto: 2000-2001, 2001-2002, 2002-2003, 2009-2010

## Organico

### Rosa 2022-2023
Aggiornata al 30 agosto 2022.
| N. |                                 | Ruolo | Calciatore      |
| -- | ------------------------------- | ----- | --------------- |
| 1  | Slovenia (bandiera)             | P     | Luka Janzekovic |
| 7  | Slovenia (bandiera)             | A     | Luka Štor       |
| 8  | Slovenia (bandiera)             | C     | Nik Marinšek    |
| 9  | Slovenia (bandiera)             | C     | Jure Matjašič   |
| 10 | Slovenia (bandiera)             | C     | Matic Vrbanec   |
| 11 | Bosnia ed Erzegovina (bandiera) | C     | Nikola Leko     |
| 14 | Rep. Ceca (bandiera)            | C     | Marcel Čermák   |
| 17 | Slovenia (bandiera)             | A     | Tadej Trdina    |
| 19 | Albania (bandiera)              | A     | Elvir Maloku    |
| 20 | Croazia (bandiera)              | C     | Sanin Muminović |
| 21 | Slovenia (bandiera)             | A     | Aljaž Ploj      |
| 22 | Slovenia (bandiera)             | P     | Luka Janžekovič |
| 23 | Slovenia (bandiera)             | C     | Lucas Horvat    |

| N. |                       | Ruolo | Calciatore       |
| -- | --------------------- | ----- | ---------------- |
| 25 | Croazia (bandiera)    | P     | Matija Kovačić   |
| 33 | Croazia (bandiera)    | P     | Tibor Banić      |
| 37 | Slovenia (bandiera)   | D     | Luka Koblar      |
| 44 | Slovenia (bandiera)   | C     | Marcel Pušnik    |
| 50 | Serbia (bandiera)     | D     | Nemanja Jakšić   |
| 51 | Slovenia (bandiera)   | P     | Aljaž Cotman     |
| 55 | Croazia (bandiera)    | D     | Damir Grgič      |
| 66 | Montenegro (bandiera) | D     | Ilija Martinović |
| 70 | Croazia (bandiera)    | C     | Kruno Ivančić    |
| 77 | Slovenia (bandiera)   | A     | Marcel Kene      |
| 99 | Slovenia (bandiera)   | C     | Anton Rogina     |
|    | Serbia (bandiera)     | C     | Armin Đerlek     |